# 소말아전기
《소말아전기》(중국어 간체자: 苏茉儿传奇, 정체자: 蘇茉兒傳奇, 병음: Sū mò ér chuán qí 쑤모어촨치[*], 영어: The Legend of Jasmine 더 레전드 오브 재스민[*])는 2018년 10월 1일에 방영된 중국 아이치이의 40부작 드라마이다. 연출은 백삼이 맡았다.

## 줄거리
후금에서 대청 초기의 권력다툼을 배경으로 어린 하녀의 전설적인 일생을 그린 이야기이다.
경마대회에서 주인공 소마는 도르곤을 만나 진귀한 우정을 맺는다. 초원에서 갑자기 변고를 당해 찰하얼의 군사가 침입하여 소말은 가족과 고향을 잃게 되고 소마는 시녀로 따라가게 된다. 후금에서, 소마는 도르곤과 재회하고 나서야 신분이 현저히 차이가 남을 깨닫고 도르곤에 대한 마음을 숨길 수밖에 없었다. 이익은 욕망을 조장하고, 권력은 야심을 싹트게 한다. 다른 꿍꿍이가 있는 사람의 사주 하에서 황태는 도르곤과 갈등을 일으켜 일촉즉발의 위기에 처하고 도르곤이 곧 잘못된 선택을 할 무렵에 운명은 소마를 그의 옆으로 보낸다. 두 사람은 함께 많은 경험을 하는데, 위기의 순간에서 소마의 소박한 감정이 도르곤의 마음을 움직이게 된다.